# Lijst van voetbalinterlands Peru - Venezuela
Deze lijst van voetbalinterlands is een overzicht van alle officiële voetbalwedstrijden tussen de nationale teams van Peru en Venezuela. De Zuid-Amerikaanse landen speelden tot op heden 39 keer tegen elkaar. Het eerste duel, een vriendschappelijke wedstrijd, werd gespeeld in Bogota (Colombia) op 17 augustus 1938. De laatste ontmoeting, een kwalificatiewedstrijd voor het Wereldkampioenschap voetbal 2026, vond plaats op 25 maart 2025 in Maturín.

## Wedstrijden
| №  | Plaats          | Datum             | Competitie           | Wedstrijd        | Uitslag |
| -- | --------------- | ----------------- | -------------------- | ---------------- | ------- |
| 1  | Bogota          | 17 augustus 1938  | Vriendschappelijk    | Peru – Venezuela | 2 – 1   |
| 2  | Lima            | 16 mei 1965       | WK 1966 kwalificatie | Peru – Venezuela | 1 – 0   |
| 3  | Caracas         | 2 juni 1965       | WK 1966 kwalificatie | Venezuela – Peru | 3 – 6   |
| 4  | Manaus          | 18 juni 1972      | Vriendschappelijk    | Peru – Venezuela | 1 – 0   |
| 5  | San Cristóbal   | 2 juni 1985       | WK 1986 kwalificatie | Venezuela – Peru | 0 – 1   |
| 6  | Lima            | 16 juni 1985      | WK 1986 kwalificatie | Peru – Venezuela | 4 – 1   |
| 7  | Lima            | 18 mei 1989       | Vriendschappelijk    | Peru – Venezuela | 2 – 1   |
| 8  | San Cristóbal   | 25 juni 1989      | Vriendschappelijk    | Venezuela – Peru | 3 – 1   |
| 9  | Salvador        | 5 juli 1989       | Copa América 1989    | Peru – Venezuela | 1 – 1   |
| 10 | Santiago        | 12 juli 1991      | Copa América 1991    | Peru – Venezuela | 5 – 1   |
| 11 | Puerto Ordaz    | 23 januari 1993   | Vriendschappelijk    | Venezuela – Peru | 0 – 0   |
| 12 | Arequipa        | 11 juni 1993      | Vriendschappelijk    | Peru – Venezuela | 3 – 1   |
| 13 | Lima            | 10 november 1996  | WK 1998 kwalificatie | Peru – Venezuela | 4 – 1   |
| 14 | Sucre           | 18 juni 1997      | Copa América 1997    | Peru – Venezuela | 2 – 0   |
| 15 | Barinas         | 20 augustus 1997  | WK 1998 kwalificatie | Venezuela – Peru | 0 – 3   |
| 16 | Valencia        | 20 juni 1999      | Vriendschappelijk    | Venezuela – Peru | 3 – 0   |
| 17 | Lima            | 23 juni 1999      | Vriendschappelijk    | Peru – Venezuela | 3 – 0   |
| 18 | Lima            | 16 augustus 2000  | WK 2002 kwalificatie | Peru – Venezuela | 1 – 0   |
| 19 | San Cristóbal   | 6 oktober 2001    | WK 2002 kwalificatie | Venezuela – Peru | 3 – 0   |
| 20 | Miami           | 27 juni 2003      | Vriendschappelijk    | Peru – Venezuela | 1 – 0   |
| 21 | Lima            | 6 juni 2004       | WK 2006 kwalificatie | Peru – Venezuela | 0 – 0   |
| 22 | Lima            | 9 juli 2004       | Copa América 2004    | Peru – Venezuela | 3 – 1   |
| 23 | Maracaibo       | 3 september 2005  | WK 2006 kwalificatie | Venezuela – Peru | 4 – 1   |
| 24 | San Cristóbal   | 30 juni 2007      | Copa América 2007    | Venezuela – Peru | 2 – 0   |
| 25 | Lima            | 6 september 2008  | WK 2010 kwalificatie | Peru – Venezuela | 1 – 0   |
| 26 | Puerto La Cruz  | 9 september 2009  | WK 2010 kwalificatie | Venezuela – Peru | 3 – 1   |
| 27 | La Plata        | 23 juli 2011      | Copa América 2011    | Peru – Venezuela | 4 – 1   |
| 28 | Lima            | 7 september 2012  | WK 2014 kwalificatie | Peru – Venezuela | 2 – 1   |
| 29 | Puerto La Cruz  | 10 september 2013 | WK 2014 kwalificatie | Venezuela – Peru | 3 – 2   |
| 30 | Fort Lauderdale | 31 maart 2015     | Vriendschappelijk    | Peru – Venezuela | 0 – 1   |
| 31 | Valparaiso      | 18 juni 2015      | Copa América 2015    | Peru − Venezuela | 1 − 0   |
| 32 | Lima            | 24 maart 2016     | WK 2018 kwalificatie | Peru − Venezuela | 2 − 2   |
| 33 | Maturín         | 23 maart 2017     | WK 2018 kwalificatie | Venezuela − Peru | 2 − 2   |
| 34 | Porto Alegre    | 15 juni 2019      | Copa América 2019    | Venezuela – Peru | 0 – 0   |
| 35 | Brasilia        | 27 juni 2021      | Copa América 2021    | Venezuela − Peru | 0 − 1   |
| 36 | Lima            | 5 september 2021  | WK 2022 kwalificatie | Peru − Venezuela | 1 − 0   |
| 37 | Caracas         | 16 november 2021  | WK 2022 kwalificatie | Venezuela − Peru | 1 − 2   |
| 38 | Lima            | 21 november 2023  | WK 2026 kwalificatie | Peru − Venezuela | 1 − 1   |
| 39 | Maturín         | 25 maart 2025     | WK 2026 kwalificatie | Venezuela − Peru | 1 – 0   |

## Samenvatting
| Competitie        | Totaal gespeeld | Winst Peru | Gelijk | Winst Venezuela | Doelsaldo Peru – Venezuela |
| ----------------- | --------------- | ---------- | ------ | --------------- | -------------------------- |
| WK-kwalificatie   | 20              | 11         | 4      | 5               | 35 − 26                    |
| Copa América      | 9               | 6          | 2      | 1               | 17 − 6                     |
| Vriendschappelijk | 10              | 6          | 1      | 3               | 13 − 10                    |
| Totaal            | 39              | 23         | 7      | 9               | 65 − 42                    |

## Details

### Tiende ontmoeting
| Copa América 1991 (Santiago, Chili, 12 juli 1991):                                                   |       |                           |
| Peru                                                                                                 | 5 – 1 | Venezuela                 |
| Eugenio La Rosa 9' Robert Cavallo 21' (e.d.) Eugenio La Rosa 55' José del Solar 58' Jorge Hirano 62' | goals | 14' (e.d.) José del Solar |

### Elfde ontmoeting
| Vriendschappelijk (Puerto Ordaz, Venezuela, 23 januari 1993): |       |      |
| Venezuela                                                     | 0 – 0 | Peru |
|                                                               | goals |      |
| - Debuut van Juan Enrique García voor Venezuela.              |       |      |

### Twaalfde ontmoeting
| Vriendschappelijk (Arequipa, Peru, 11 juni 1993):         |       |                      |
| Peru                                                      | 3 – 1 | Venezuela            |
| Roberto Martínez 7' Flavio Maestri 42' Flavio Maestri 63' | goals | 74' Oswaldo Palencia |

### Dertiende ontmoeting
| WK 1998 kwalificatie (Lima, Peru, 10 november 1996):                      |       |                 |
| Peru                                                                      | 4 – 1 | Venezuela       |
| Juan Reynoso 4' Julinho 21' Roberto Palacios 49' Roberto Palacios 83'     | goals | 78' Gerson Díaz |
| - Laatste duel van Venezuela onder leiding van bondscoach Rafael Santana. |       |                 |

### Achttiende ontmoeting
| WK 2002 kwalificatie (Lima, Peru, 16 augustus 2000): |              | |
| Peru | 1 – 0        | Venezuela |
| Roberto Palacios 69' | goals        | |
| Francisco Maturana | bondscoach   | José Omar Pastoriza |
| Oscar Ibáñez Jorge Soto Juan Pajuelo 40' José Soto David Soria Nolberto Solano 66' Juan Jayo José Del Solar Roberto Palacios Claudio Pizarro Ysrael Zúñiga | opstellingen | Gilberto Angelucci Leopoldo Jiménez Wilfredo Alvarado José González Elvis Martínez 80' Miguel Mea Vitali Alberto Farías Edson Tortolero Gabriel Urdaneta 70' Giovanni Savarese Ruberth Morán |
| Manuel Marengo 40' Paolo Maldonado 66' | wissels      | 70' Cristian Cásseres 80' Fernando De Ornelas |
| Manuel Marengo 62' José Del Solar 90' | gele kaarten | 59' Alberto Farías 77' Leopoldo Jiménez |

### Negentiende ontmoeting
| WK 2002 kwalificatie (San Cristóbal, Venezuela, 6 oktober 2001): |              | |
| Venezuela | 3 – 0        | Peru |
| Wilfredo Alvarado 54' Wilfredo Alvarado 77' Ruberth Morán 80' | goals        | |
| Richard Páez | bondscoach   | Julio César Uribe |
| Gilberto Angelucci José Vallenilla Wilfredo Alvarado Miguel Mea Vitali Daniel Noriega 60' Luis Vera 10' Ricardo Páez 80' Ruberth Morán Jorge Rojas Juan Arango Rafael Mea Vitali | opstellingen | Miguel Miranda 55' Jorge Huamán Miguel Rebosio Martín Hidalgo Juan Pajuelo Juan Jayo 75' Flavio Maestri Roberto Palacios Jorge Soto 46' Andrés Mendoza Marko Ciurlizza |
| Leopoldo Jiménez 10' Elvis Martínez 60' Gabriel Urdaneta 80' | wissels      | 46' Ernesto Arakaki 55' Jorge Ramírez 75' Pedro García |
| Wilfredo Alvarado 67' José Vallenilla 80' | gele kaarten | 35' Flavio Maestri |
| Juan Arango 55' | rode kaarten | 44' Miguel Rebosio 48', 72' Ernesto Arakaki |

### Twintigste ontmoeting
| Vriendschappelijk (Miami, Verenigde Staten, 27 juni 2003): |              | |
| Peru | 1 – 0        | Venezuela |
| Alfredo Carmona 74' | goals        | |
| Paulo César Autuori | bondscoach   | Richard Páez |
| Erick Delgado 46' Jorge Soto John Galliquio José Soto 72' Martín Vásquez Henry Quinteros 72' Juan Jayo 71' Marko Ciurlizza Carlos Zegarra 46' Jefferson Farfán Roberto Silva 75' | opstellingen | 78' Gilberto Angelucci Luis José Vallenilla 80' Alejandro Cichero 46' Wilfredo Alvarado Jorge Rojas Luis Vera Leopoldo Jiménez 46' Juan Enrique García 74' Gabriel Urdaneta 46' Daniel Noriega 81' Juan Arango |
| Óscar Ibáñez 46' Aldo Olcese 46' Gregorio Bernales 71' Manuel Marengo 72' Alfredo Carmona 72' Carlos Orejuela 75'                                                                | wissels      | 46' José Manuel Rey 46' Ricardo Paéz 46' Ruberth Morán 74' Javier Villafraz 78' Manuel Sanhouse 80' Leonel Vielma 81' Cristian Cásseres                                                                        |
| Juan Jayo 9' Carlos Zegarra 24' José Soto 51' | gele kaarten | 16' Juan Arango |
| | rode kaarten | 58', 61' Luis Vera |

### 22ste ontmoeting
| Copa América 2004 (Lima, Peru, 9 juli 2004): |              | |
| Peru | 3 – 1        | Venezuela |
| Jefferson Farfán 34' Nolberto Solano 62' Santiago Acasiete 72' | goals        | 74' Massimo Margiotta |
| Paulo César Autuori | bondscoach   | Richard Páez |
| Oscar Ibáñez Guillermo Salas Miguel Rebosio Santiago Acasiete Wálter Vílchez Nolberto Solano 80' Juan Jayo Roberto Palacios 86' Andrés Mendoza 90+5' Claudio Pizarro Jefferson Farfán | opstellingen | Gilberto Angelucci Luis Vallenilla José Manuel Rey Alejandro Cichero Jonay Hernández Miguel Mea Vitali 67' Ricardo Páez Leopoldo Jiménez 46' Jorge Rojas 59' Alexander Rondón Juan Arango |
| Jorge Soto 80' Marko Ciurlizza 86' Flavio Maestri 90+5' | wissels      | 46' Ruberth Morán 59' Massimo Margiotta 67' Héctor González |
| Jefferson Farfán 34' Roberto Palacios 37' | gele kaarten | 39' Jorge Rojas 47' Ricardo Páez 63' Luis Vallenilla 70' Jonay Hernández |
| Claudio Pizzaro 81', 87' | rode kaarten | 59', 66' Miguel Mea Vitali |

### 23ste ontmoeting
| WK 2006 kwalificatie (Maracaibo, Venezuela, 3 september 2005):                |       |                      |
| Venezuela                                                                     | 4 – 1 | Peru                 |
| Giancarlo Maldonado 17' Juan Arango 68' José Torrealba 73' José Torrealba 79' | goals | 63' Jefferson Farfán |

### 24ste ontmoeting
| Copa América 2007 (San Cristóbal, Venezuela, 30 juni 2007): |              | |
| Venezuela | 2 – 0        | Peru |
| Alejandro Cichero 49' Daniel Arismendi 79' | goals        | |
| Richard Páez | bondscoach   | Julio César Uribe |
| Renny Vega Héctor González José Manuel Rey Alejandro Cichero Andrés Rouga 38' Miguel Mea Vitali Luis Vera Ricardo Páez Juan Arango 74' Giancarlo Maldonado Fernando De Ornelas 64' | opstellingen | Leao Butrón Alberto Rodríguez 76' Jhon Galliquio 52' Miguel Villalta Santiago Acasiete Walter Vílchez Pedro García Juan Carlos Bazalar Jefferson Farfán 67' Claudio Pizarro Paolo Guerrero |
| Edder Pérez 38' Daniel Arismendi 64' César González 74' | wissels      | 52' Juan Carlos Mariño 67' Ysrael Zúñiga 76' Andrés Mendoza |
| Giancarlo Maldonado 15' Andrés Rouga 18' Alejandro Cichero 90' | gele kaarten | 54' Alberto Rodríguez |
| Ricardo Páez 56', 77' | rode kaarten | 14' Pedro García |

### 27ste ontmoeting
| Copa América 2011 (La Plata, Argentinië, 23 juli 2011):                         |              |                  |
| Peru                                                                            | 4 – 1        | Venezuela        |
| William Chiroque 42' Paolo Guerrero 64' Paolo Guerrero 89' Paolo Guerrero 90+2' | goals        | 78' Juan Arango  |
|                                                                                 | rode kaarten | 59' Tomás Rincón |
| - Honderdste interland van Juan Arango voor Venezuela.                          |              |                  |

### 30ste ontmoeting
| Vriendschappelijk (Fort Lauderdale, Verenigde Staten, 31 maart 2015): |              | |
| Peru | 0 – 1        | Venezuela |
| | goals        | 60' Josef Martínez |
| Ricardo Gareca | bondscoach   | Noel Sanvicente |
| Pedro Gallese Carlos Zambrano Renato Tapia Christian Ramos Jair Céspedes André Carrillo 71' Josepmir Ballón Luis Advíncula Paolo Hurtado 84' Jean Deza 30' Irven Ávila 71' | opstellingen | Alain Baroja Andrés Túñez Roberto Rosales Fernando Amorebieta Oswaldo Vizcarrondo 68' Luis Seijas Tomás Rincón 90' Alejandro Guerra 58' César González 90' José Salomón Rondón 64' Josef Martínez |
| Christian Cueva 46' Cristián Benavente 71' Raúl Ruidíaz 71' Christofer Gonzáles 84'                                                                                        | wissels      | 90' Alexander González 68' Franklin Lucena 64' Juan Arango 78' Luis Vargas 90' Mário Rondón |
| André Carrillo 53' | gele kaarten | 9' Fernando Amorebieta 41' Luis Seijas 53' Roberto Rosales 55' Josef Martínez |
| - Debuut van Renato Tapia (FC Twente) voor Peru. |              | |

### 31ste ontmoeting
| Copa América 2015 (Valparaíso, Chili, 18 juni 2015): |       |           |
| Peru                                                 | 1 – 0 | Venezuela |
| Claudio Pizarro 72'                                  | goals |           |

### 33ste ontmoeting
| WK 2018 kwalificatie (Maturín, Venezuela, 23 maart 2017): |              | |
| Venezuela | 2 – 2        | Peru |
| Mikel Villanueva 24' Rómulo Otero 40' | goals        | 46' André Carrillo 64' Paolo Guerrero |
| Rafael Dudamel | bondscoach   | Ricardo Gareca |
| Wuilker Faríñez Rolf Feltscher Mikel Villanueva Alexander González Wilker Ángel Tomás Rincón Rómulo Otero 73' Alejandro Guerra Jhon Murillo 84' José Salomón Rondón Josef Martínez 59'                          | opstellingen | Pedro Gallese Alberto Rodríguez Christian Ramos Aldo Corzo Miguel Trauco 85' Renato Tapia 78' André Carrillo 78' Yoshimar Yotún Édison Flores Christian Cueva Paolo Guerrero    |
| Yangel Herrera 59' Darwin Machís 73' Yeferson Soteldo 84' Joel Graterol José David Contreras Rubert Quijada Renzo Zambrano Victor García José Velázquez Arquímedes Figuera Christian Santos Adalberto Peñaranda | wissels      | 78' Sergio Peña 78' Raúl Ruidíaz 85' Pedro Aquino José Carvallo Carlos Cáceda Renzo Revoredo Miguel Araujo Luis Abram Anderson Santamaria Nilson Loyola Paolo Hurtado Andy Polo |
| Jhon Murillo 28' Rolf Feltscher 44' | gele kaarten | 28' Miguel Trauco 45' Christian Ramos 73' Renato Tapia |

FPF · A-internationals · Selecties · Bondscoaches · Statistieken · Peruviaans vrouwenelftal · Olympisch elftal · Peru U21 · Peru U20 · Peru U19 · Peru U18 · Peru U17
1920 – 1929 ·
1930 – 1939 ·
1940 – 1949 ·
1950 – 1959 ·
1960 – 1969 ·
1970 – 1979 ·
1980 – 1989 ·
1990 – 1999 ·
2000 – 2009 ·
2010 – 2019 ·
2020 – 2029
WK 1930 · 
WK 1970 · 
WK 1978 · 
WK 1982 · 
WK 2018
OS 1936 · 
OS 1960
1927 · 
1928 · 
1929 · 
1930 · 
1931 · 1932 · 1933 · 1934 · 
1935 · 
1936 · 
1937 · 
1938 · 
1939 · 
1940 · 
1941 · 
1942 · 
1943 · 1944 · 1945 · 1946 · 
1947 · 
1948 · 
1949 · 
1950 · 1951 · 
1952 · 
1953 · 
1954 · 
1955 · 
1956 · 
1957 · 
1958 · 
1959 · 
1960 · 
1961 · 
1962 · 
1963 · 
1964 · 
1965 · 
1966 · 
1967 · 
1968 · 
1969 · 
1970 · 
1971 · 
1972 · 
1973 · 
1974 · 
1975 · 
1976 · 
1977 · 
1978 · 
1979 · 
1980 · 
1981 · 
1982 · 
1983 · 
1984 · 
1985 · 
1986 · 
1987 · 
1988 · 
1989 · 
1990 · 
1991 · 
1992 · 
1993 · 
1994 · 
1995 · 
1996 · 
1997 · 
1998 · 
1999 · 
2000 · 
2001 · 
2002 · 
2003 · 
2004 · 
2005 · 
2006 · 
2007 · 
2008 · 
2009 · 
2010 · 
2012 · 
2012 · 
2013 · 
2014 · 
2015 · 
2016 · 
2017 · 
2018 · 
2019 · 
2020 · 
2021 ·
2022 ·
2023 ·
2024
Algerije ·
Argentinië ·
Armenië ·
Australië ·
België ·
Bolivia ·
Brazilië ·
Bulgarije ·
Canada ·
Chili ·
China ·
Colombia ·
Costa Rica ·
Denemarken ·
Dominicaanse Republiek ·
Duitsland ·
Ecuador ·
El Salvador ·
Engeland ·
Finland ·
Frankrijk ·
Guatemala ·
Haïti ·
Honduras ·
Hongarije ·
IJsland · 
India ·
Irak ·
Iran ·
Italië ·
Jamaica ·
Japan ·
Joegoslavië ·
Kameroen ·
Kroatië ·
Marokko ·
Mexico ·
Nederland ·
Nicaragua ·
Nieuw-Zeeland ·
Nigeria ·
Oostenrijk ·
Panama ·
Paraguay ·
Polen ·
Qatar ·
Roemenië ·
Saoedi-Arabië ·
Schotland ·
Slowakije ·
Sovjet-Unie ·
Spanje ·
Trinidad en Tobago ·
Tsjechië ·
Tunesië ·
Uruguay ·
Venezuela ·
Verenigde Arabische Emiraten ·
Verenigde Staten ·
Wit-Rusland ·
Zuid-Korea ·
Zweden ·
Zwitserland
Australië (2018) ·
Denemarken (2018) ·
Frankrijk (2018) ·
Italië (1982) · 
Kameroen (1982) · 
Polen (1982)
FVF · A-internationals · Selecties · Bondscoaches · Statistieken · Venezolaans vrouwenelftal · Olympisch elftal · Venezuela U21 · Venezuela U20 · Venezuela U19 · Venezuela U18 · Venezuela U17
1938 – 1949 ·
1950 – 1959 ·
1960 – 1969 ·
1970 – 1979 ·
1980 – 1989 ·
1990 – 1999 ·
2000 – 2009 ·
2010 – 2019 ·
2020 – 2029
1938 · 
1939–1945 · 
1946 · 
1947 · 
1948 · 
1949 · 1950 · 
1951 · 
1952 · 1953 · 1954 · 
1955 · 
1956 · 
1957–1964 · 
1965 · 
1966 · 
1967 · 
1968 · 
1969 · 
1970 · 
1971 · 
1972 · 
1973 · 
1974 · 
1975 · 
1976 · 
1977 · 
1978 · 
1979 · 
1980 · 
1981 · 
1982 · 
1983 · 
1984 · 
1985 · 
1986 · 
1987 · 
1988 · 
1989 · 
1990 · 
1991 · 
1992 · 
1993 · 
1994 · 
1995 · 
1996 · 
1997 · 
1998 · 
1999 · 
2000 · 
2001 · 
2002 · 
2003 · 
2004 · 
2005 · 
2006 · 
2007 · 
2008 · 
2009 · 
2010 · 
2011 · 
2012 · 
2013 · 
2014 · 
2015 · 
2016 · 
2017 ·
2018 ·
2019 ·
2020 ·
2021 ·
2022 ·
2023 ·
2024
Angola ·
Argentinië ·
Aruba ·
Australië ·
Bahama's ·
Bermuda ·
Bolivia ·
Brazilië ·
Canada ·
Chili ·
China ·
Colombia ·
Costa Rica ·
Cuba ·
Dominicaanse Republiek ·
Ecuador ·
El Salvador ·
Estland ·
Guatemala ·
Guinee ·
Haïti ·
Honduras ·
IJsland ·
Iran ·
Italië ·
Jamaica ·
Japan ·
Joegoslavië ·
Malta ·
Mexico ·
Moldavië ·
Nederlandse Antillen ·
Nicaragua ·
Nieuw-Zeeland ·
Nigeria ·
Noord-Korea ·
Oezbekistan ·
Oostenrijk ·
Panama ·
Paraguay ·
Peru ·
Puerto Rico ·
Saoedi-Arabië · 
Spanje ·
Syrië ·
Trinidad en Tobago ·
Uruguay ·
Verenigde Arabische Emiraten ·
Verenigde Staten ·
Zuid-Korea ·
Zweden ·
Zwitserland